# Ngog Legpe Sherab
| Tibetische Bezeichnung                          |
| ----------------------------------------------- |
| Tibetische Schrift: རྔོག་ལེགས་པའི་ཤེས་རབ             |
| Wylie-Transliteration: rngog legs pa'i shes rab |
| Andere Schreibweisen: Ngok Legpe Sherap         |

Ngog Legpe Sherab (tib. rngog legs pa’i shes rab) war eine bedeutende Persönlichkeit der Kadam-Schule des tibetischen Buddhismus im 11. Jahrhundert. Im Jahr 1073 (oder 1074) gründete er das Kloster Sangphu Ne'uthog (gsang phu ne'u thog). Er war einer der Vier bzw. Drei großen Schüler Atishas. Er war der Onkel von Ngog Loden Sherab (rngog blo ldan shes rab; 1059–1109), des großen Übersetzers.